# Alexa (winkelcentrum)
Alexa is een winkelcentrum aan de Berlijnse Alexanderplatz, dat werd geopend in 2007. Met een winkeloppervlakte van 56.200 m² is het na de Gropius Passagen het grootste winkelcentrum van Berlijn. Het winkelcentrum ligt ten zuidoosten van de Alexanderplatz, tussen de Alexanderstraße en Dircksenstraße, parallel aan de Stadtbahn reikend tot aan de Magazinstraße. Op dezelfde plaats lag vroeger het hoofdkantoor van de Berlijnse politie.